# Воля-Кутова
Воля-Кутова (пол. Wola Kutowa) — село в Польщі, у гміні Чарноцин Пйотрковського повіту Лодзинського воєводства.
Населення — 135 осіб (2011).
У 1975-1998 роках село належало до Пйотрковського воєводства.

## Демографія
Демографічна структура станом на 31 березня 2011 року:
|          | Загалом | Допрацездатний вік | Працездатний вік | Постпрацездатний вік |
| -------- | ------- | ------------------ | ---------------- | -------------------- |
| Чоловіки | 66      | 13                 | 47               | 6                    |
| Жінки    | 69      | 14                 | 41               | 14                   |
| Разом    | 135     | 27                 | 88               | 20                   |